# Grotte de Lomas Rishi
La grotte de Lomas Rishi, également appelée grotte de Lomas Rishi, est l'une des grottes artificielles de Barabar, situées dans les collines de Barabar et Nagarjuni, dans le district de Jehanabad, dans l'État indien du Bihar. Cette grotte creusée dans la roche a été aménagée comme sanctuaire. Elle a été construite pendant la période Ashokan de l'empire Maurya au IIIe siècle av. J.-C., dans le cadre de l'architecture sacrée des Ajivikas, un ancien groupe religieux et philosophique de l'Inde qui a rivalisé avec le jaïnisme et s'est éteint au fil du temps.
Les Ājīvikas étaient athées et rejetaient le ritualisme du karma puranique Kāṇḍa ainsi que les idées bouddhistes. C'étaient des communautés ascétiques et méditaient dans les grottes de Barabar .
Pourtant, la grotte de Lomas Rishi n'a pas de dédicace épigraphique explicite aux Ajivikas, contrairement à la plupart des autres grottes de Barabar, et pourrait plutôt avoir été construite par Ashoka pour les bouddhistes.
La façade de style « cabane » à l'entrée de la grotte est la première survivance de « l'arc chaitya » ou chandrashala en forme d'ogive qui devait être une caractéristique importante de l'architecture indienne taillée dans la roche et de la décoration sculpturale pendant des siècles. La forme était clairement une reproduction en pierre de bâtiments en bois et autres matériaux végétaux.
Selon Pia Brancaccio, la grotte Lomas Rishi, ainsi que la grotte Sudama voisine, sont considérées par de nombreux érudits comme « le prototype des grottes bouddhistes du Deccan occidental, en particulier la structure de la salle chaitya, construite entre le IIe siècle av. J.-C. et le IIe siècle apr. J.-C..
La première salle est une grande salle, de forme rectangulaire mesurant 9,86 × 5,18 m, qui servait de salle de réunion. Plus loin à l'intérieur se trouve une deuxième salle, plus petite, qui est une pièce hémisphérique, de 5 m de diamètre, avec un toit en forme de dôme, et à laquelle on accède depuis la grande salle par un étroit passage rectangulaire. Les surfaces intérieures des chambres sont très habilement finies.

## Emplacement

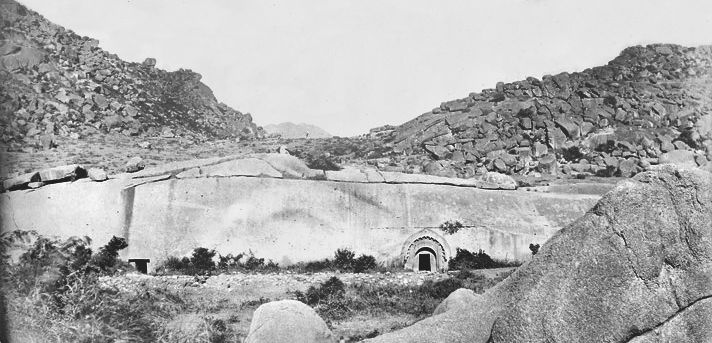
Lomas Rishi et (à gauche) les grottes de Sudama.

La grotte de Lomas Rishi est creusée dans la paroi rocheuse de granit monolithique dur des collines de Barabar, flanquée à sa gauche par la plus petite grotte de Sudama. Le site se trouve à proximité de la rivière Falgu et du centre d'information des grottes de Barabar. La Grotte est à 30 kilomètres au nord de Gaya dans le Bihar, et à environ 1500 kilomètres des grottes d'Ajanta.
Il est éloigné des autres sites archéologiques majeurs liés à l’art et à l’architecture ; par exemple, il est à près de 1000 kilomètres de Mathura et à environ 2200 kilomètres du Gandhara.

## Histoire
Sous le règne de l'empereur Mauryan Ashoka, la grotte Lomas Rishi a été excavée et offerte aux moines Ajivikas. Elle est datée du IIIe siècle av. J.-C.. D'autres grottes ont suivi dans les mêmes collines granitiques, toutes au IIIe siècle av. J.-C., sur la base des inscriptions trouvées dans les sites. Les six autres grottes sont (i) Karna Chaupar, (ii) la grotte Sudama, (iii) la grotte Vishmitra, (iv) la grotte Gopi, (v) la grotte Vapiyaka et (vi) la grotte Vadathika. Les trois derniers se trouvent sur la colline Nagarjuni, à l’est de la colline Barabar.

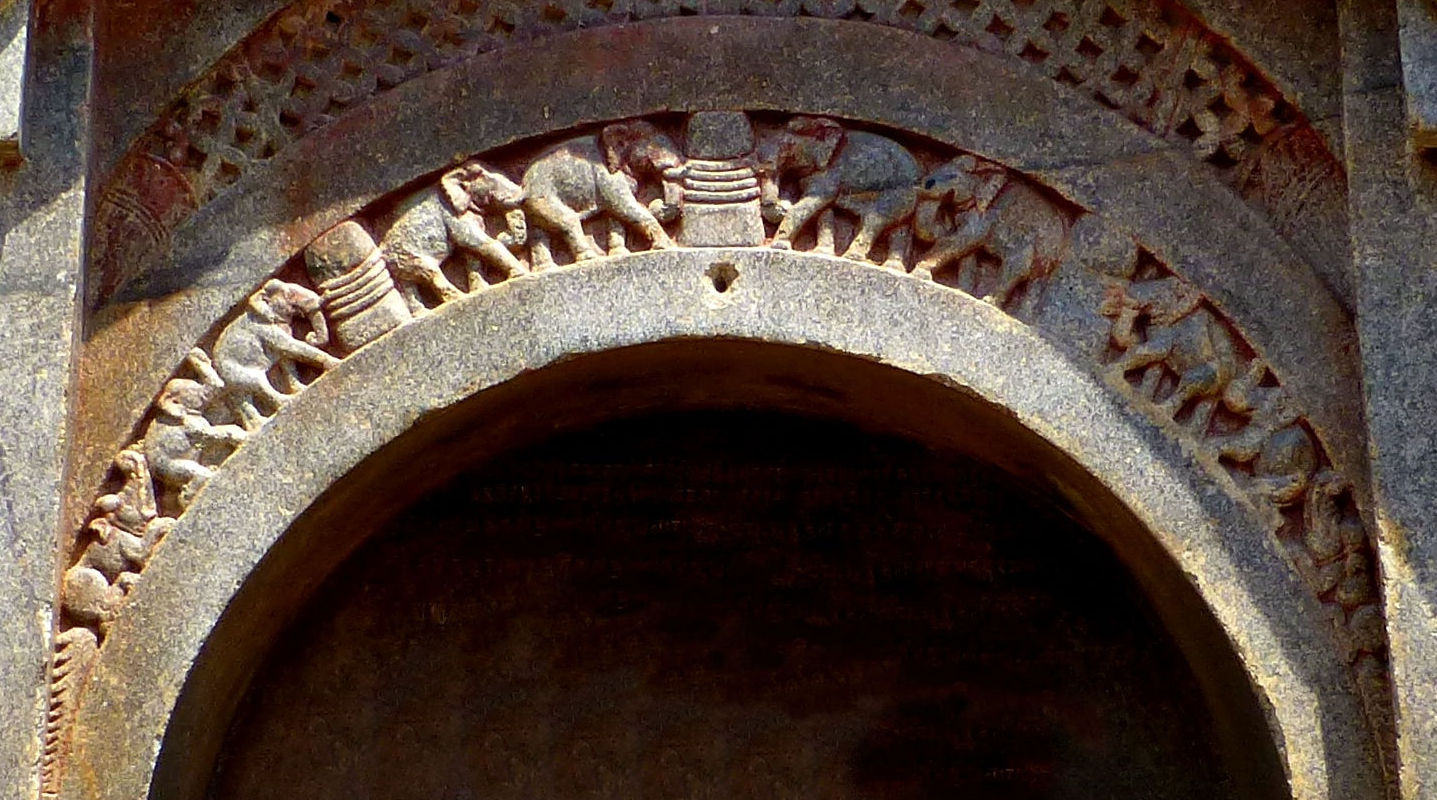
La porte ornée.

Burgess, dans son étude des temples rupestres du XIXe siècle, considérait la grotte Ajivika Lomas Rishi comme une étape importante pour la chronologie des grottes.
Selon Vidya Dehejia, la salle chaitya Kondvite est un descendant direct de la grotte de Lomas Rishi, et d'autres monastères vihara bouddhistes basés dans des grottes ont suivi. La porte de Lomas Rishi, déclare James Harle, le « premier exemple de l'arc caitya", pour se développer plus tard en gavaska (arc en ogée dans l'architecture gothique européenne), une caractéristique qui devint plus tard "le plus omniprésent de tous les motifs architecturaux indiens".
Selon Arthur Basham, l'éléphant et d'autres motifs sculptés sur l'arc d'entrée de Caitya et sur les murs de la grotte de Lomas Rishi sont ceux d'Ajivika, et ceci, pris avec l'inscription d'Ashoka leur donnant des grottes voisines, suggère qu'ils en étaient les premiers habitants.
Ils ont abandonné les grottes à un moment donné, puis les bouddhistes l'ont utilisée car il y a les inscriptions Bodhimula et Klesa-kantara dans le montant de la porte de cette grotte.
Par la suite, un roi hindou nommé Anantavarman, de la dynastie Maukhari, dédia un Krishna murti à la grotte, déclare Basham, au Ve ou VIe siècle de notre ère. Ceci est attesté par l'inscription sanskrite trouvée sur l'arc,.
EM Forster a basé la scène importante des « Grottes de Marabar » dans son roman Passage vers l'Inde (1924) sur ces grottes qu'il avait visitées.

## Caractéristiques

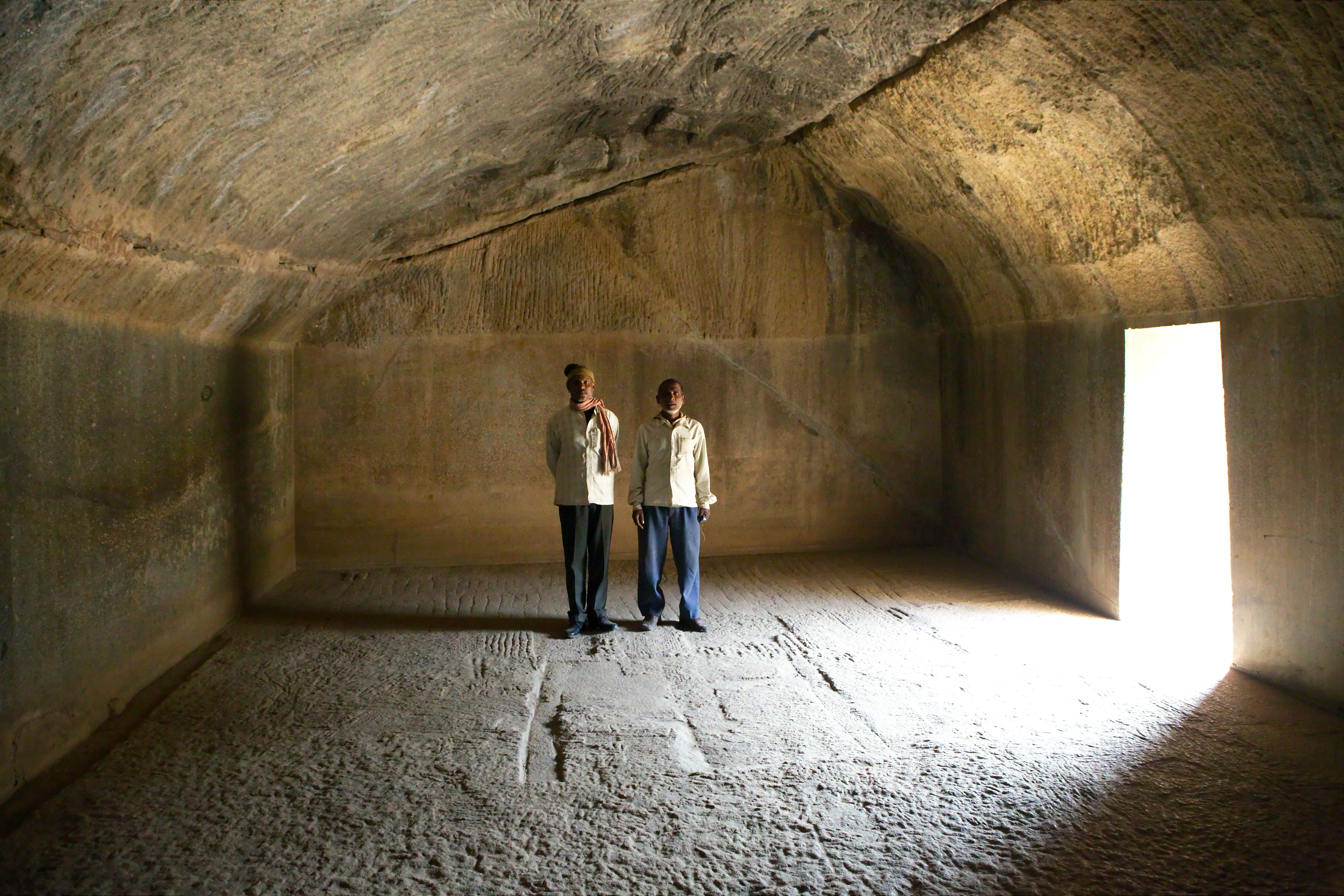
Intérieur inachevé (sol et plafond) de la grotte de Lomas Rishi. Les bosses rocheuses laissées en l'état au sol, présentées par Gupta comme la preuve d'une interruption précipitée du creusement, apparaissent dans le coin le plus à gauche.

Cette grotte présente une façade cintrée qui imite probablement l'architecture contemporaine en bois. Sur le pourtour de la porte, le long de la courbe de l'architrave, une file d'éléphants s'avance en direction des emblèmes des stupas . C'est la forme caractéristique de « l'arc de Chaitya » ou chandrashala, qui a été un élément important de l'architecture et de la sculpture rupestre pendant de nombreux siècles.
Selon Gupta, les successeurs immédiats de Lomas Rishi sont les grottes Kondivite et Guntupalli. La façade de la grotte taillée dans la roche se présente sous la forme d'une cabane au toit de chaume soutenue par des entretoises en bois et possède une porte finement sculptée pour reproduire l'architecture en bois. Son avant-toit est incurvé et le fleuron a la forme d'un pot. L'ornementation de « l'architrave incurvée » consiste en des sculptures d'éléphants se dirigeant vers une structure semblable à un stupa.

### Les inscriptions
Lomas Rishi n'a pas d'inscription Ashoka, peut-être parce qu'elle n'a jamais été achevée en raison de problèmes structurels d'éboulement. On considère cependant généralement qu'elle a également été créée vers 250 av. J.-C., comme les autres grottes, en raison de la similitude de la structure interne et du degré de finition de la roche, les parois étant parfaitement polies, à l'exception de la voûte. dont la taille a été interrompue. Elle présente en revanche une inscription bien plus tardive d'Anantavarman au-dessus de l'entrée, du Ve siècle de notre ère.

### Événement terminal
Gupta pense que Lomas Rishi n'a pas reçu l'inscription d'Ashoka car celle-ci était inachevée. Cette analyse pourrait s'avérer inexacte, car la grotte de Vivaskarma, une autre grotte de Barabar, bien qu'elle ne soit pas terminée, a néanmoins été consacrée par Ashoka. La consécration d'une grotte pourrait donc se faire en cours de travaux. Cela pourrait impliquer que Lomas Rishi, avec ses bas-reliefs, est postérieur au règne d'Ashoka.
Gupta a aussi évoqué la possibilité que Lomas Rishi soit postérieur à Ashoka et à son petit-fils Dasaratha, et aurait été construit à la fin de l'empire Maurya, sous le règne de son dernier empereur Brihadratha, et brusquement interrompu en 185 av. J.-C. avec l'assassinat de Brihadratha et le coup d'État de Pushyamitra Sunga, fondateur de la dynastie Sunga. Pushyamitra Sunga est également connu pour avoir persécuté les bouddhistes et les Ajivikas, ce qui expliquerait l'arrêt immédiat du travail. Selon Gupta, l'interruption brutale des travaux est suggérée par le manque de finition, même approximative, du terrain, avec par exemple l'abandon en l'état de quelques bosses de roches au sol qui n'auraient nécessité que quelques minutes de travaux afin d'obtenir un sol assez régulier.

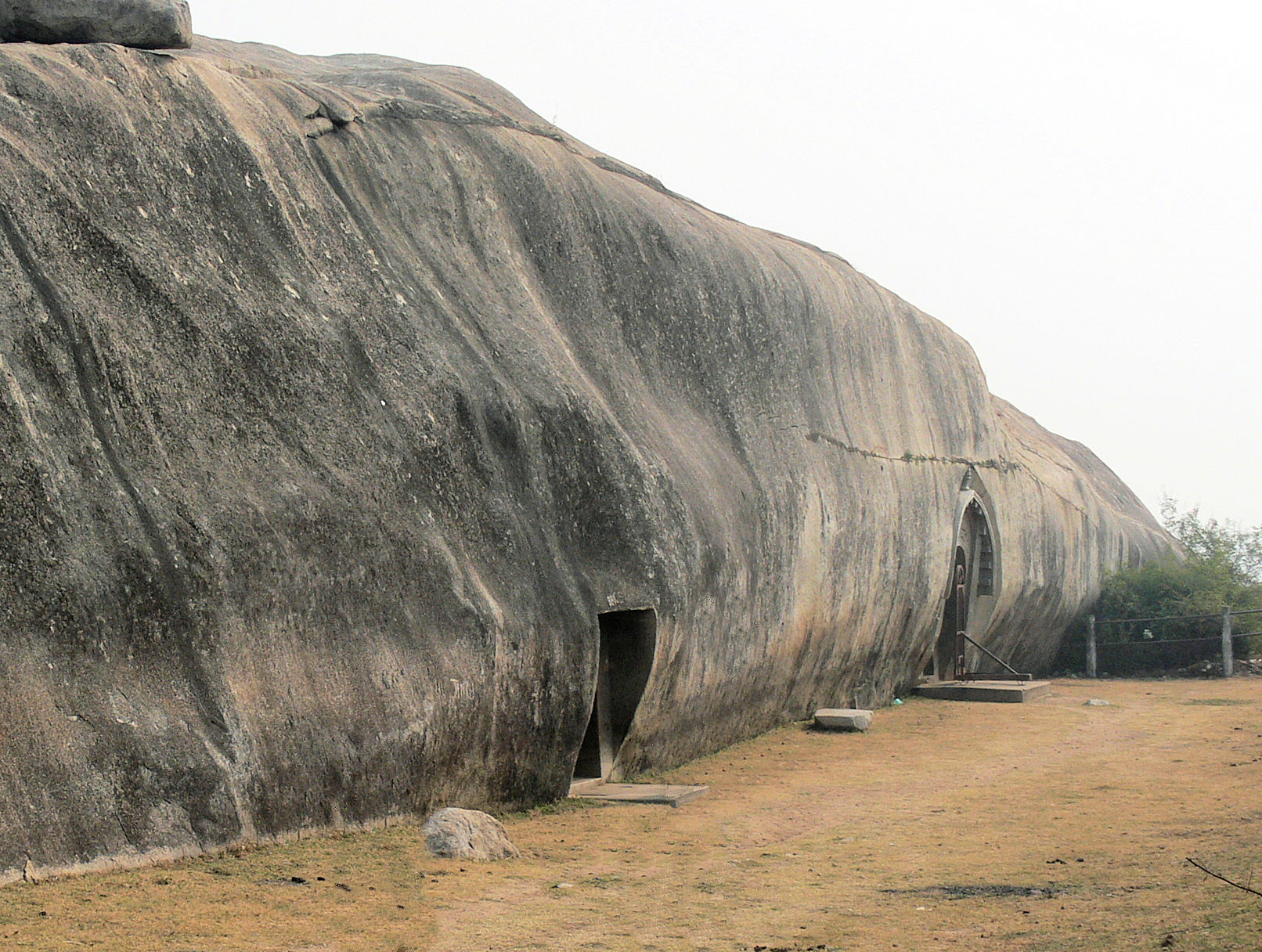
Entrées de la grotte Sudama, et plus loin, de la grotte Lomas Rishi, Barabar Hill.
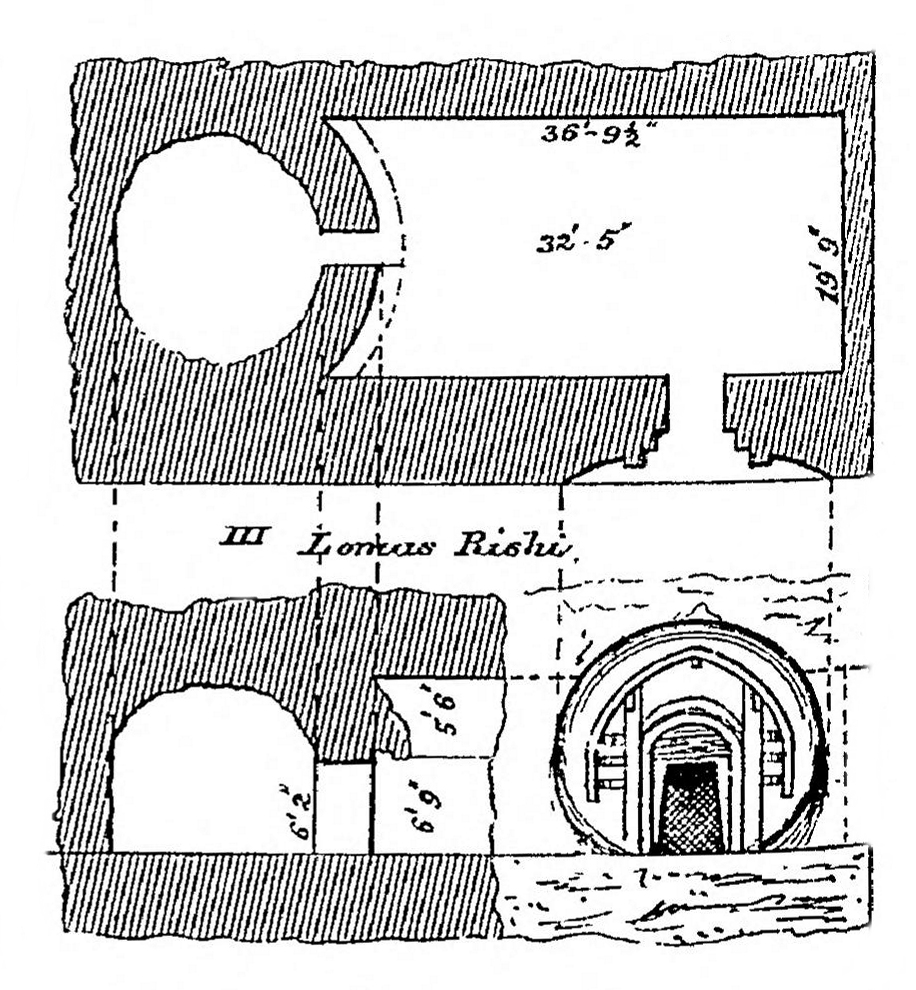
Plan de la grotte.
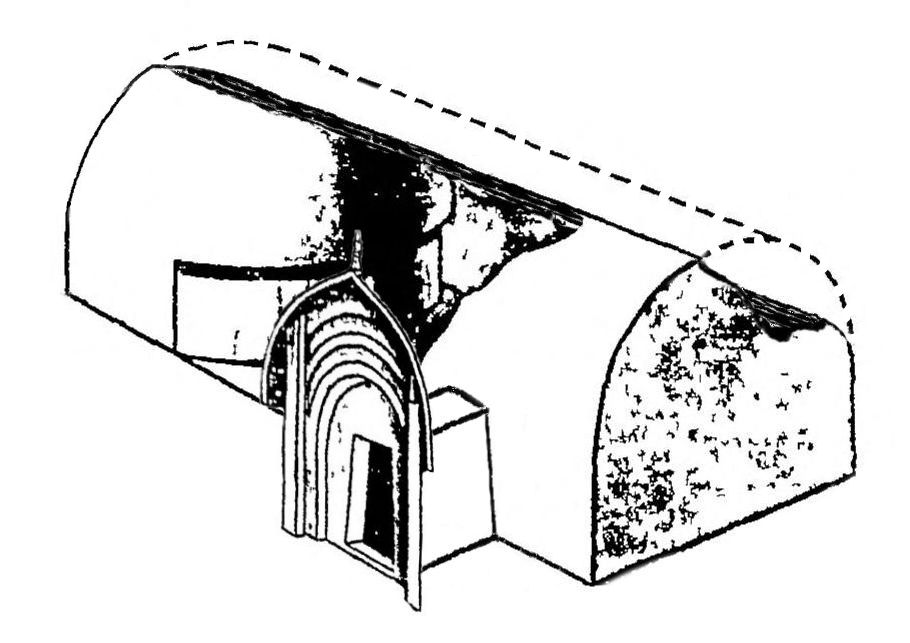
Représentation volumique de la grotte de Lomas Rishi. Le creusement de la voûte n’a jamais été terminé.
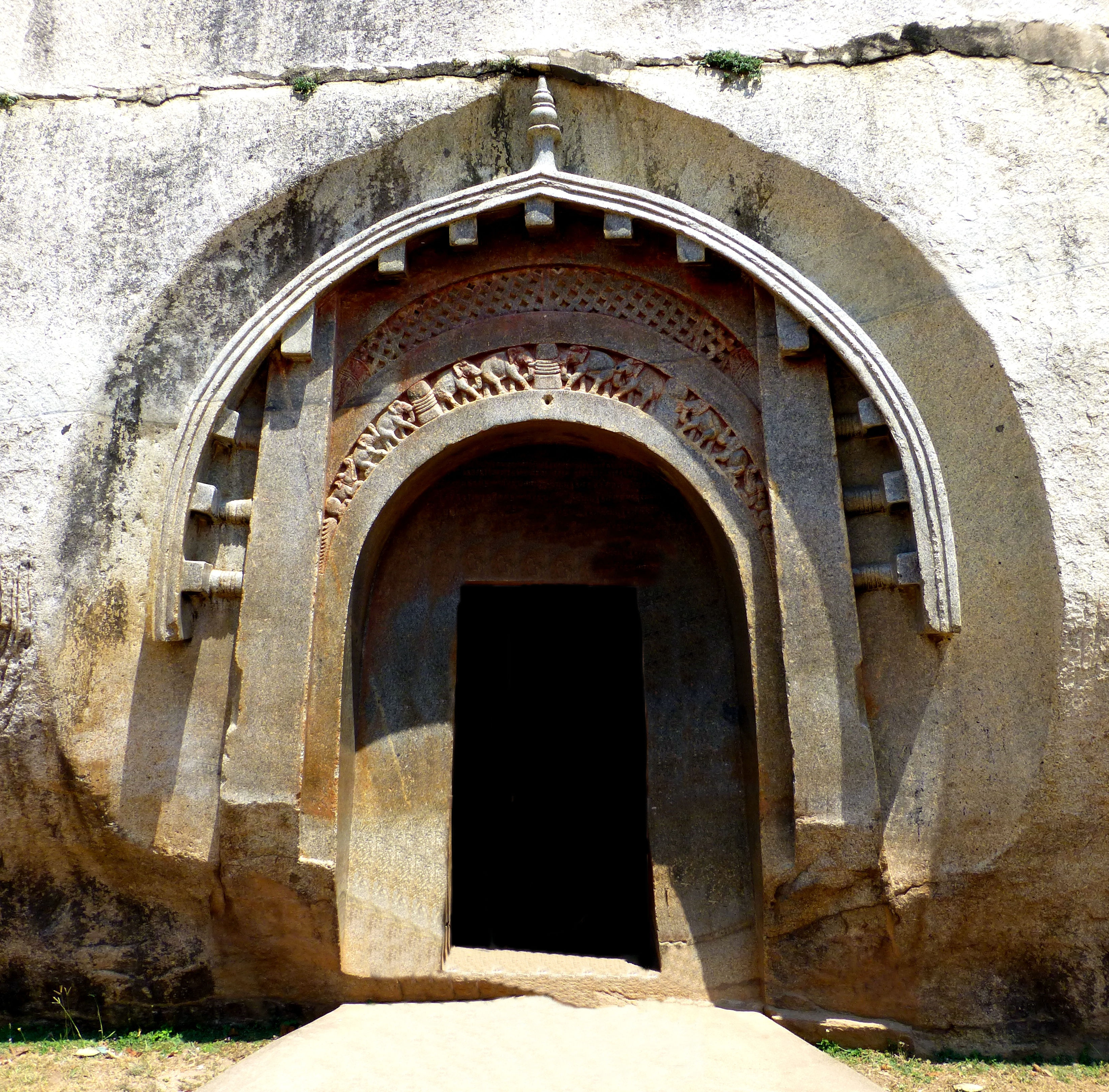
Entrée de la grotte.
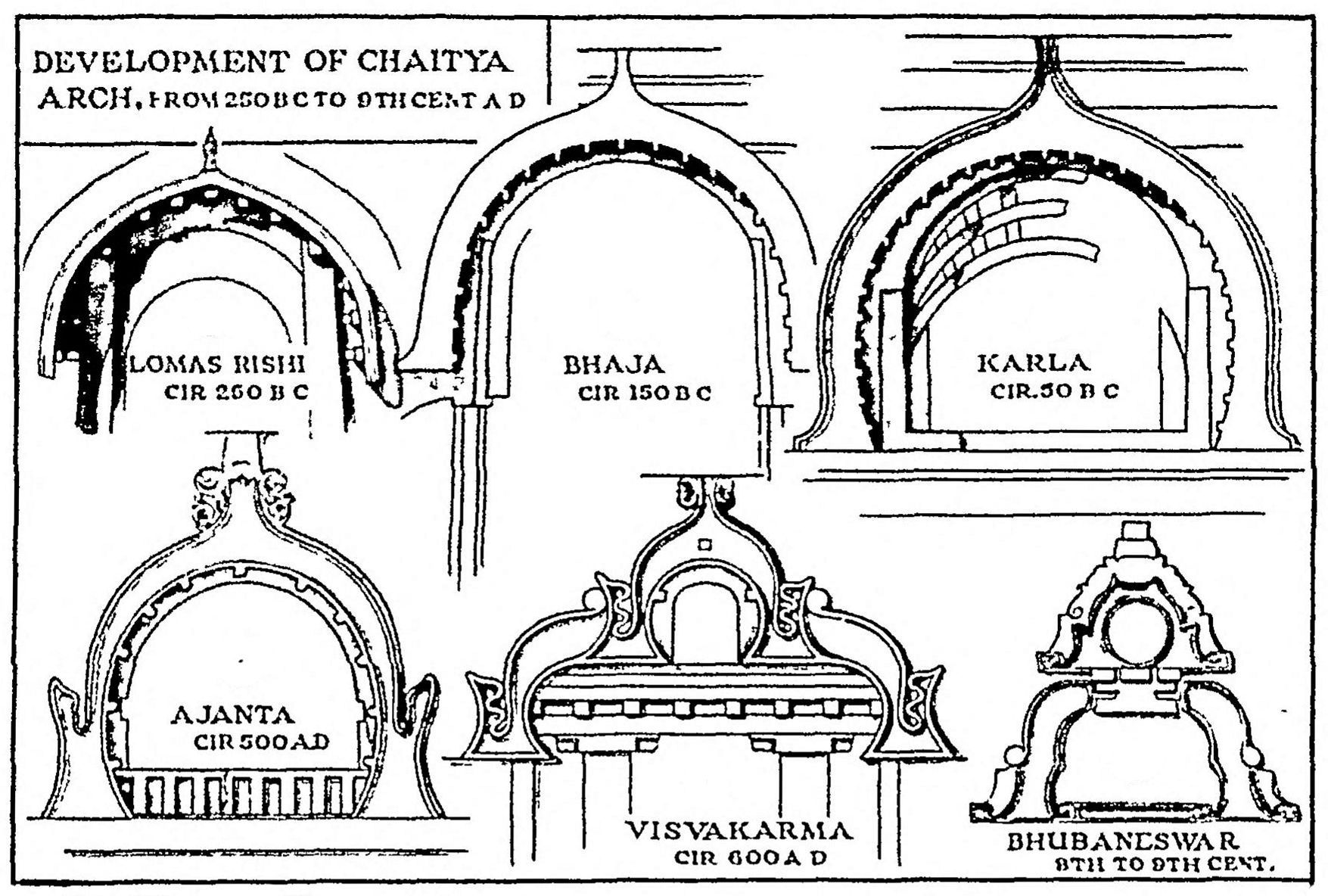
Développement de l'arche de Chaitya depuis la grotte de Lomas Rishi, d'après un livre dePercy Brun.
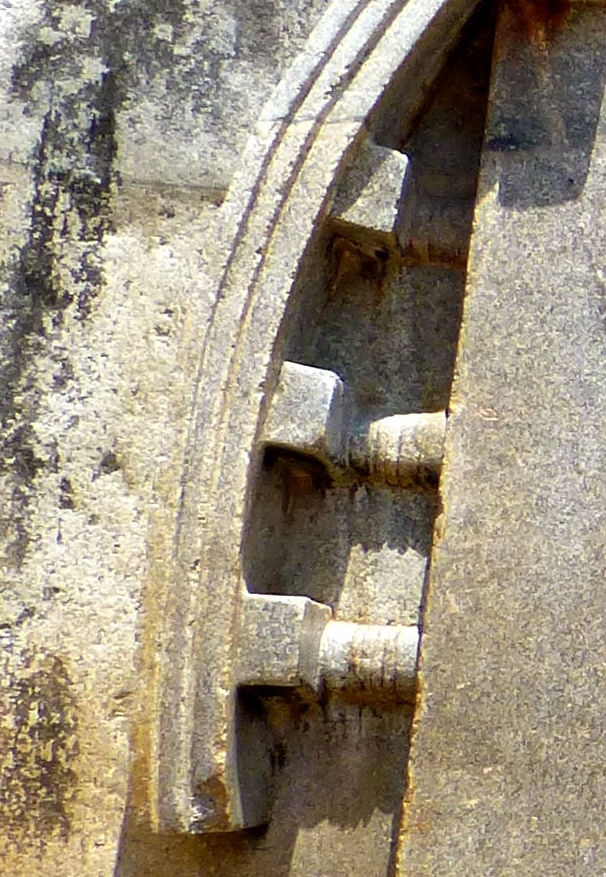
Architecture en bois reproduite en pierre.

## Inscription d'Anantavarman (5-6esiècle de notre ère)
Plusieurs inscriptions hindoues du roi Maukhari Anantavarman du Ve ou VIe siècle de notre ère apparaissent également dans les grottes de Barabar : une inscription d'Anantavarman au-dessus de l'entrée de la grotte de Lomas Rishi, et l' inscription de la grotte de Gopika et l' inscription de la grotte de Vadathika dans les grottes. du groupe Nagarjuni, dans les mêmes grottes où se trouvent également les inscriptions dédicatoires du petit-fils d'Ashoka, Dasaratha.
| Traduction en anglais | Original en sanskrit (texte original de la grotte Lomas Rishi) |
| --- | -------------------------------------------------------------- |
| Oh! Lui, Anantavarman, qui était le fils excellent, captivant le cœur de l'humanité, de l'illustre Sardaula, et qui, doté de très grandes vertus, orné de sa propre (haute) naissance dans la famille des rois Maukhari, - lui, d'origine intacte la renommée, avec joie, a fait naître, comme s'il s'agissait de sa propre renommée représentée sous forme corporelle dans le monde, cette belle image, placée dans (cette) grotte de la montagne Pravaragiri, du (dieu) Krishna. (Ligne 3.) - L'illustre Sardula, à la renommée solidement établie, le meilleur parmi les chefs, devint le souverain de la terre, lui qui était une mort pour les rois hostiles ; qui était un arbre dont les fruits étaient les souhaits (exaucés) de ses favoris ; qui était le flambeau de la famille de la caste guerrière, glorieuse à travers de nombreuses batailles ; (et) qui, charmant les pensées des belles femmes, ressemblait (au dieu) Smara. (L. 5.) - Sur n'importe quel ennemi, l'illustre roi Sardule jette avec colère son œil renfrogné, dont la pupille élargie et tremblante et claire et aimée est rouge aux coins entre les sourcils levés, - sur lui tombe la mort - flèche infligeant, tirée de la corde de l'arc tirée jusqu'à (son) oreille, de son fils, le donneur de plaisir sans fin, qui porte le nom d'Anantavarman. Corpus Inscriptionum Indicarum, Flotte p.223 | </img><br /></img>                                             |